# Lappeasuanto
Lappeasuanto är en sjö i Gällivare kommun och Kiruna kommun i Lappland och ingår i Kalixälvens huvudavrinningsområde. Sjön har en area på 1,03 kvadratkilometer och ligger 360,2 meter över havet. Lappeasuanto ligger i Torne och Kalix älvsystem Natura 2000-område. Sjön avvattnas av vattendraget Kalixälven (Kaitumälven).

## Delavrinningsområde
Lappeasuanto ingår i det delavrinningsområde (749725-172559) som SMHI kallar för Utloppet av Lappeasuanto. Medelhöjden är 374 meter över havet och ytan är 8,66 kvadratkilometer. Räknas de 317 avrinningsområdena uppströms in blir den ackumulerade arean 5 632,55 kvadratkilometer. Avrinningsområdets utflöde Kalixälven (Kaitumälven) mynnar i havet. Avrinningsområdet består mestadels av skog (60 procent) och sankmarker (25 procent). Avrinningsområdet har 1 kvadratkilometer vattenytor vilket ger det en sjöprocent på 11,5 procent.

## Historia
Lappeasuanto omnämns i en gammal skattelängd som Lappiisu Tresk (1559). Sjön brukades av samer inom lappbyn Siggevara eller Lullebyn (Nederbyn), som omfattade den östra delen av Jukkasjärvi socken.